# 헤일, 시저!
《헤일, 시저!》(Hail, Caesar!)는 이선 코언과 조엘 코언이 감독, 각본, 제작, 편집을 맡은 2016년 미국의 코미디 영화이다. 조시 브롤린, 조지 클루니, 올든 에런라이크, 레이프 파인스, 조나 힐, 스칼렛 요한슨, 프랜시스 맥도먼드, 틸다 스윈턴, 보관됨 2017-12-22 - 웨이백 머신 채닝 테이텀 등이 출연한다. 영화는 1950년대 헐리우드 영화산업에 종사하는 해결사 에디 매닉스(조시 브롤린)이 촬영 중 사라진 출연자에게 어떤 일이 일어났는지를 추적하는 모습을 그리고 있다.
영화는 로스 엔젤레스에서 2016년 2월 1일 시사하였고 2월 5일 일반 공개되었다. 같은 해 2월 11일 제 66회 베를린 국제 영화제에서 상영되었다.

## 출연

### 주연
- 조지 클루니 : 베어드 휘트록 역
- 조슈 브롤린 : 에디 메닉스 역
- 스칼렛 요한슨 : 디에나 모란 역
- 랄프 파인즈 : 로렌스 로렌츠 역
- 채닝 테이텀 : 버트 기니 역
- 틸다 스윈튼 : 테살리 대커 역
- 엘든 이렌리치 : 호비 도일 역
- 조나 힐 : 조 실버맨 역
- 프란시스 맥도맨드 : C.C. 캘흔 역

### 조연
- 클랜시 브라운 : 그라쿠스 역
- 에밀리 비샴 : 디에드리 역
- 크리스토퍼 램버트 : 아른 세스럼 역
- 로버트 피카르도 : 라비 역
- 헤더 골덴허쉬 : 나탈리 역
- 알리슨 필 : Mrs. 매닉스 역
- 존 블러덜 : 마르커스 교수 역
- 알렉스 카포브스키 : 스미트로비치 역
- 로버트 트레버 : '헤일, 시저!'의 프로듀서 역
- 랠프 P. 마틴 : 액션 웨스턴의 감독 역
- 돌프 룬드그렌 : 잠수함 지휘관 역
- 카일 본하이머
- 맥스 베이커 : 공산주의자 작가 역
- 나타샤 바셋

### 단역
- 피셔 스티븐스
- 패트릭 피슬러
- 데이빗 크럼홀츠
- 그렉 볼드윈
- 패트릭 캐럴
- 알란 하비 : 성직자 역
- 로버트 파이크 다니엘 : 성직자 역
- 마이클 야마 : 중국 레스토랑 지배인 역
- 밍 자오 : 중국 레스토랑 웨이트리스 역

## 기타
- 총괄프로듀서: 로버트 그래프
- 프로듀서: 팀 베번
- 프로듀서: 에릭 펠너
- 협력프로듀서: 캐서린 파렐
- 사운드디자인: P.K. 후커
- 사운드슈퍼바이저: 크렉 버키
- 미술: 제스 곤처
- 세트: 낸시 헤이그
- 분장: 진 앤 블랙
- 분장: 메리 버튼
- 분장: 제니 브라운 그린버그
- 분장: 신시아 헤르난데즈
- 분장: 줄리 휴웻
- 헤어: 시드니 코넬
- 의상: 메리 조프레즈
- 배역: 엘렌 체노워스
- 프로덕션매니저: 캐서린 파렐
- 프로덕션매니저: 카렌 루스 겟첼